# Valdo (brazylijski piłkarz)
Valdo, właśc. Valdo Cândido de Oliveira Filho (ur. 12 stycznia 1964 w Siderópolis) – brazylijski piłkarz grający na pozycji ofensywnego pomocnika. Grał na MŚ 1986 i MŚ 1990. 45 razy wystąpił w reprezentacji Brazylii i strzelił 4 gole.

## Kluby
- 1983 : Figueirense
- 1984-1987 : Grêmio
- 1987-1991 : SL Benfica
- 1991-1995 : Paris Saint-Germain
- 1995-1997 : SL Benfica
- 1997-1998 : Nagoya Grampus Eight
- 1998-2000 : Cruzeiro EC
- 2000-2001 : Santos FC
- 2001-2002 : Atlético-MG
- 2002-2002 : EC Juventude
- 2003-2003 : São Caetano
- 2003-2004 : Botafogo